# Вапняк

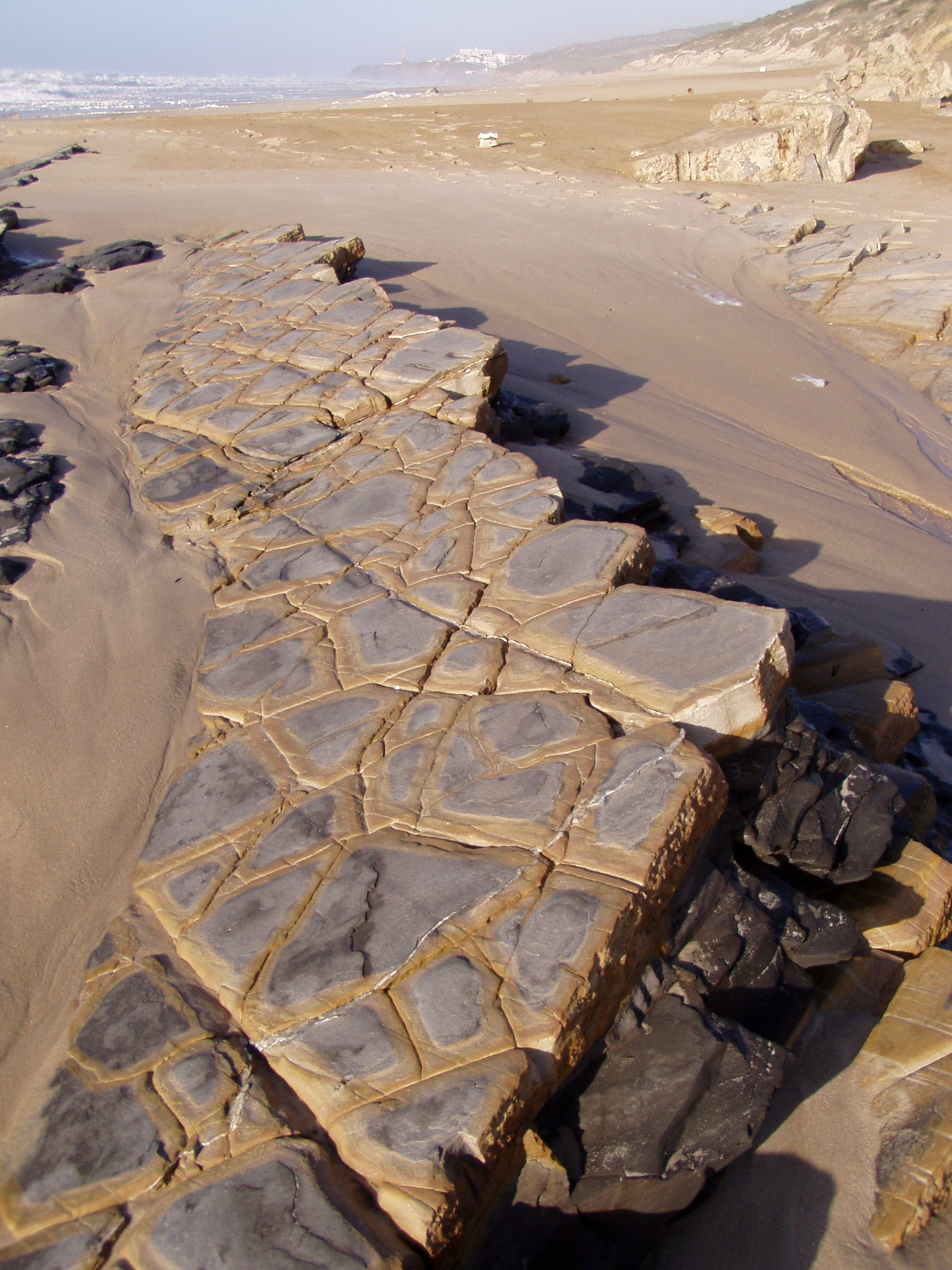
Відслонення моноклінальних пластів тріасових вапняків. Пляж Сан-Педро-де-Муель, Португалія

Вапня́к — осадова гірська порода, що складається головним чином з кальциту з домішками глинистого матеріалу, кремнезему, оксидів заліза та інших. Найпоширеніший різновид карбонату кальцію.

## Загальна характеристика

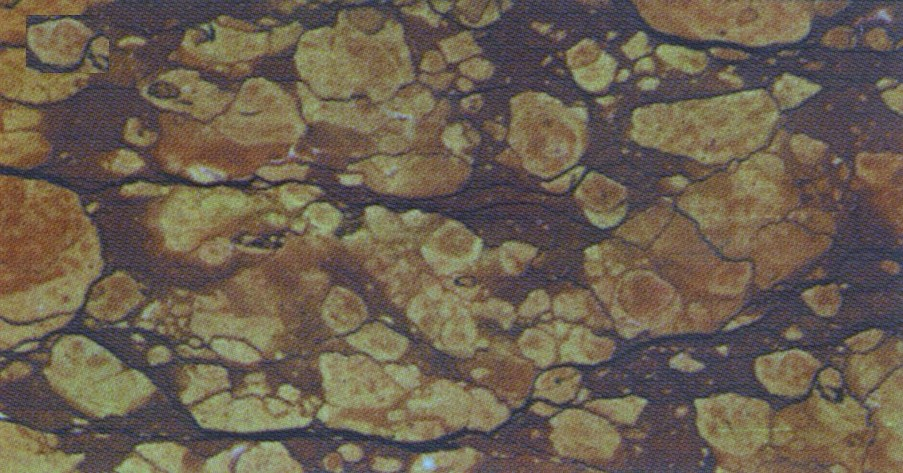
Червоний вапняк

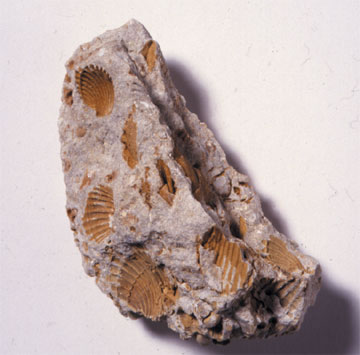
Органогенно-детритовий вапняк з відбитками черепашок молюсків

Вапняк утворюється на дні морів внаслідок нагромадження органічних решток (переважно черепашок) та осадження СаСО3 з морської води. За походженням розрізняють біоґенні, хемоґенні, перекристалізовані, уламкові та змішаного генезису. Назви вапнякам звичайно надаються в залежності від особливостей компонентів або структур, що входять до їх складу (оолітові, уламкові, черепашкові, рифові тощо).
Хімічний склад чистих вапняків близький до кальциту, де CaO — 56 % і CO2 — 44 %. Вапняк в ряді випадків включає домішки глинистих мінералів, доломіту, кварцу, рідше — гіпсу, піриту і органічних залишків, які визначають назву вапняку. Доломітизовані вапняки містять 4-17 % MgO, мергелисті — 6-21 % SiO2+R2O3. Піщанистий і кременистий мають домішки кварцу, опалу та халцедону. Колір переважно білий, світло-сірий, жовтуватий; присутність органічних, залізистих, марганцевих та інших домішок зумовлює темно-сіре, чорне, буре, червонувате та зеленувате забарвлення. Вапняк — одна з найпоширеніших осадових гірських порід. Його поклади зустрічаються серед відкладів всіх геологічних систем — від докембрійських до четвертинних; найінтенсивніше утворення відбувалося у силурі, карбоні, юрі і пізній крейді; вапняк становить 19-22 % від всієї маси осадових порід. Потужність пластів вапняку надзвичайно мінлива — від кількох сантиметрів до 5000 м.
Фізико-механічні властивості дуже неоднорідні, але прямо залежать від його структури й текстури. Густина вапняку 2,7-2,9. Межа міцності при стисненні коливається в межах 0,4-300 МПа. Морозостійкість вапняку досягає 300—400 циклів. Він має універсальне застосування в промисловості, сільському господарстві та будівництві. У металургії використовують як флюс. При виробництві вапна і цементу вапняк — головний компонент. Вапняк використовують також в хімічній і харчовій промисловості — як допоміжний матеріал у виробництві соди, карбіду кальцію, мінеральних добрив, скла, цукру, паперу. Застосовують при очищенні нафтопродуктів, сухій перегонці вугілля, у виготовленні фарб, мастил, гуми, пластмас, мила, ліків, мінеральної вати, для очищення тканин і обробки шкіри, вапнування ґрунтів. Вапняк — один з найважливіших будівельних матеріалів.

## В Україні

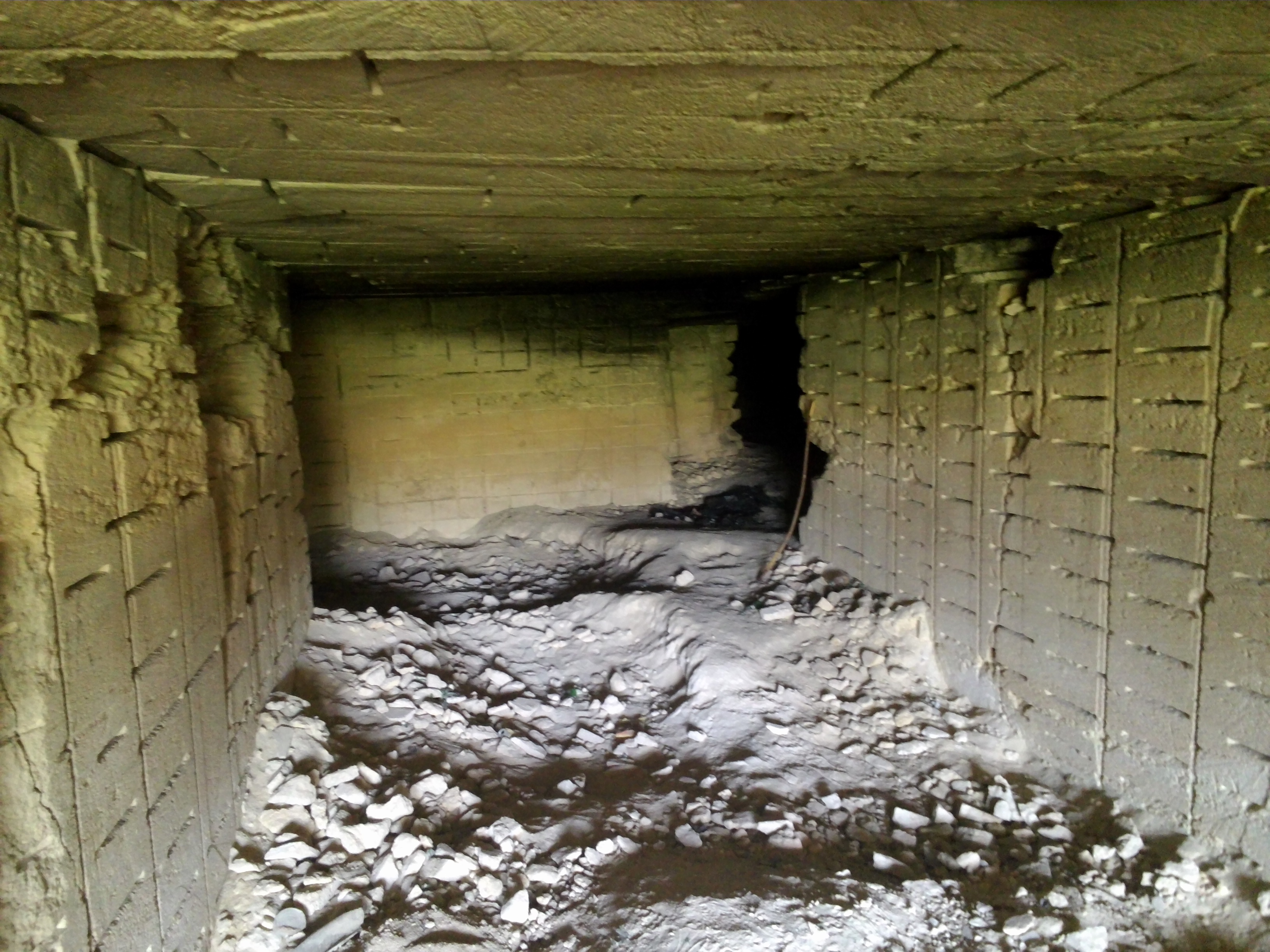
Вапнякова штольня

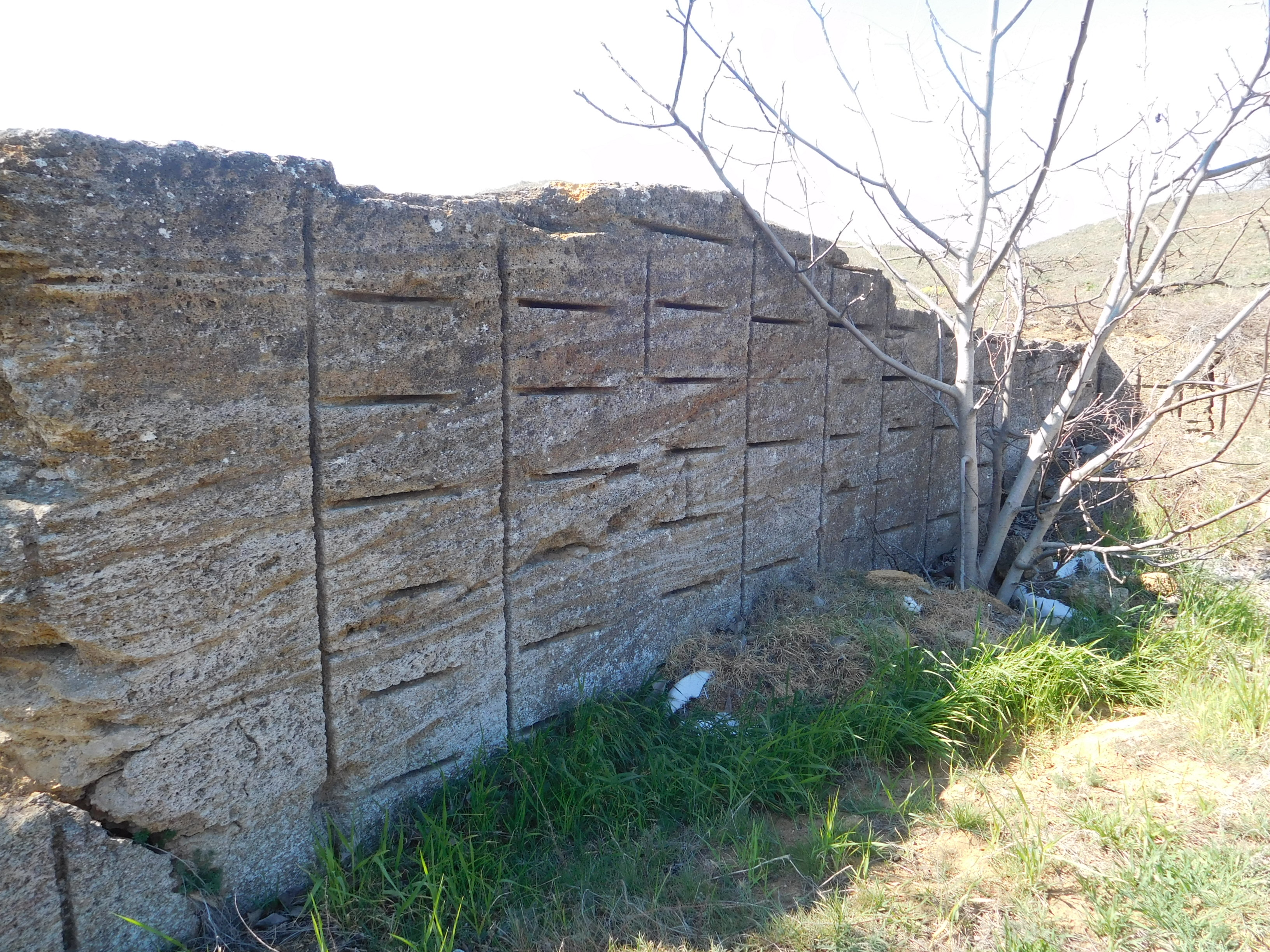
Видобуток вапняку відкритим способом

В Україні поширений в різновікових шарах. Високоякісний флюсовий вапняк видобувають на Донбасі та в Криму. Рифовий вапняк, що становить 200—300-метрову продуктивну товщу в юрських відкладах у Кримських горах, використовують у металургійній, хімічній і будівельних матеріалів промисловості. Родовища мохуваткових та нумулітових пиляльних вапняків розробляють у Криму, Причорномор'ї, у Вінницькій, Хмельницькій, Чернівецькій, Дніпропетровській та інших областях. Унікальним природним утворенням є пасмо рифового вапняку неогенового віку завдовжки більш як 200 км — Товтри або Медобори. Тут розробляють родовища, які використовують у цементній (Нігинське родовище) та цукровій (Нігинсько-Вербківське родовище у Хмельницькій, Лисогорське — у Вінницькій областях) промисловості. Родовища для виробництва цементу та вапна розвідані у багатьох регіонах України. Видобування вапняку, яке використовує чорна металургія України, ведуть на 6 підприємствах, з яких чотири — Докучаївський флюсодоломітний комбінат, Комсомольське, Ново-Троїцьке та Балаклавське рудоуправління — є спеціалізованими, а два — Західний кар'єр та шахта № 6 — входять до складу Комиш-Бурунського залізорудного та Північного доломітового комбінатів. На балансі цих підприємств 13 родовищ, з яких 8 розробляється і 5 розвідані до глибини 150…250 м. Балансові запаси за категоріями А + В + С станом на 1999 рік становлять:
- вапняки флюсові звичайні — 2081,3 млн т (у тому числі по розроблюваних родовищах — 993,3 млн т);
- вапняки флюсові доломітизовані — 507,8 млн т (у тому числі по розроблюваних родовищах — 409,9 млн т).

У технічних умовах на флюсові вапняки для доменного, агломераційного, мартенівського, електросталеплавильного і феросплавного виробництва обмежується лише вміст CaO  (не менше 52 % для 1 ґатунку і не менш 50 % для 2 ґатунку) і нерозчинного залишку (відповідно не більш 2 і 4 %) і тільки іноді лімітується кількість фосфору і сірки.
Видобування вапняку ведеться відкритим способом.

## Різновиди
Розрізняють:
- Рифовий вапняк;
- Вапняк гіркий (зайва назва доломіту);
- Вапняк луговий (зайва назва гажі);
- Вапняк магніїстий (зайва назва доломіту);
- Вапняк фонтенбло (те саме, що кальцит піщанистий).

## Використання
Вапняк широко застосовується як будівельний матеріал, дрібнозернисті різновиди використовують для створення скульптур.
Випал вапняку дає негашене вапно — стародавній в'яжучий матеріал, що досі застосовується у будівництві. Одним з основних будівельних матеріалів, одержуваних з вапняку, є вапняковий щебінь, який широко використовують у дорожньому будівництві та у виробництві бетону. У металургії вапняк використовуєють як флюс.
Вапняки для конверторного виробництва повинні мати механічну міцність на стиск не менше 300 кг/см2 (30 МПа). Через те для сучасного сталеплавильного виробництва прийнята тільки невелика частина запасів.